# Saison 3 de Hemlock Grove
Chronologie
Saison 2
Hemlock Grove : Le chapitre final (Hemlock Grove: The Final Chapter) est la troisième saison de la série télévisée américaine Hemlock Grove.
Cet article présente le guide des épisodes de cette troisième et dernière saison.

## Synopsis
Alors que Miranda et Nadia sont toujours portées disparues, Roman fait la connaissance de la mystérieuse Annie qui va faire basculer sa vie. Peter, devenu malgré lui l'un des complices des activités illégales de Andreas, continue de douter de lui. Olivia essaye de survivre malgré l'étrange cancer qui se développe en elle et la perte de ses ressources. Dans ce dernier chapitre, aucun d'entre eux ne connaitra une fin heureuse.

## Généralités
- Comme les autres productions originales de Netflix, tous les épisodes ont été mis en ligne simultanément le même jour.
- La saison est disponible dans tous les pays disposant d'un service Netflix depuis le 23 octobre 2015.

## Distribution

### Acteurs principaux
- Famke Janssen (V. F. : Juliette Degenne et V.Q. : Élise Bertrand) : Olivia Godfrey
- Bill Skarsgård (V. F. : Paolo Domingo et V.Q. : Nicholas Savard L'Herbier) : Roman Godfrey
- Landon Liboiron (V. F. : Alexandre Nguyen) : Peter Rumancek
- Tiio Horn (V. F. : Barbara Beretta) : Destiny Rumancek
- Joel de la Fuente (V. F. : Olivier Chauvel et V.Q. : Benoit Éthier) : Dr Johann Pryce
- Madeleine Martin (V. F. : Lisa Caruso et V.Q. : Catherine Brunet) : Shelley Godfrey
- Camille de Pazzis (V. F. : Jessica Monceau) : Annie Archambeau

### Acteurs récurrents
- Luke Camilleri (V. F. : Fabrice Lelyon) : Andreas Vasilescu
- J. C. MacKenzie (en) (V. F. : Hervé Jolly) : Dr Arnold Spivak
- Alex Hernandez : Isaac Ocho / Chango
- Richard Gunn (V. F. : Guillaume Lebon) : Aitor Quantic
- Michael Therriault (en) : Dr Klaus Blinsky
- Adam Rodness (V. F. : Tristan Petitgirard) : Trevor
- Mal Dassin (V. F. : Gilduin Tissier) : Nik
- Stephen Farrell : Lazio
- Michael Ayres : Skar
- Garrett Hnatiuk : Stephan
- Mouna Traoré (V. F. : Stéphanie Hédin) : Ali

## Épisodes

### Épisode 1:Un toit provisoire
- : 23 octobre 2015 sur Netflix (saison entière)